# Велике Залюбище
Велике Залюбище (рос. Большое Залюбище) — присілок Велізького району Смоленської області Росії. Входить до складу Погорєльського сільського поселення.
Населення — 53 особи (2007 рік).